# Фільтяєво
Фільтя́єво (рос. Фильтяево) — присілок у складі Підосиновського району Кіровської області, Росія. Входить до складу Утмановського сільського поселення.
Населення становить 12 осіб (2010, 22 у 2002).
Національний склад станом на 2002 рік — росіяни 100 %.